# Le Plessis-Trévise
Le Plessis-Trévise [lə plɛsi tʁeviz] ist eine französische Stadt und Gemeinde mit 32.547 Einwohnern (Stand 1. Januar 2022) im Département Val-de-Marne in der Region Île-de-France; sie liegt im Arrondissement Créteil und gehört zum Kanton Villiers-sur-Marne. Die Einwohner werden Plesséens genannt.

## Geographie

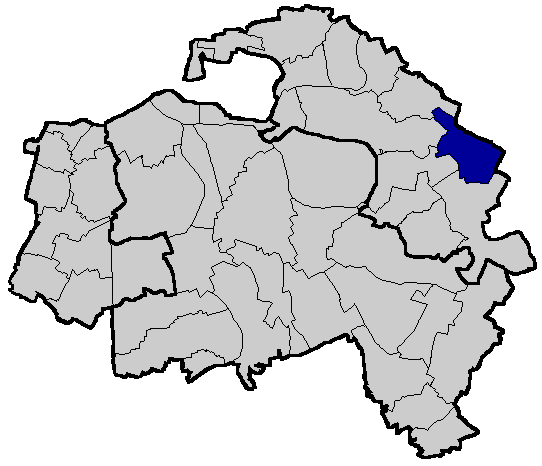
Lage von Le Plessis-Trévise im Département Val-de-Marne

Le Plessis-Trévise liegt im Pariser Becken etwa 17 Kilometer östlich von Paris zwischen Villiers-sur-Marne im Norden, Noisy-le-Grand im Nordosten, Pontault-Combault im Osten, La Queue-en-Brie im Süden, Chennevières-sur-Marne im Südwesten und Champigny-sur-Marne im Westen.

## Geschichte

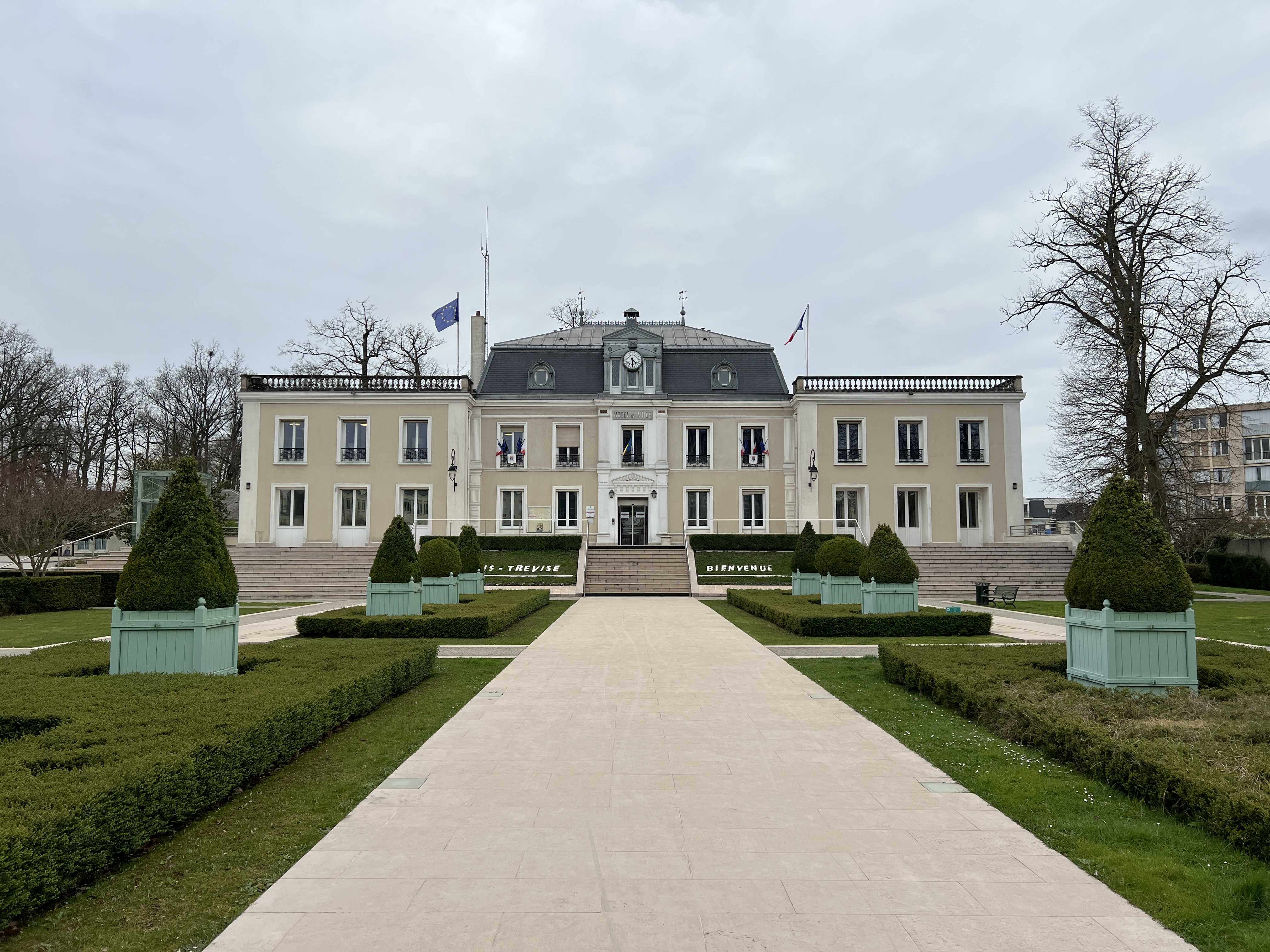
Hôtel de ville (Rathaus)

Die heute zusammenhängende Ortschaft geht auf die beiden Siedlungen Plessis-Saint-Antoine und La Lande zurück, die 1776 vereinigt wurden.

## Bevölkerungsentwicklung
- 1901: 00 921
- 1911: 00 868
- 1936: 01.391
- 1946: 01.338
- 1962: 05.180
- 1968: 08.392
- 1975: 12.991
- 1982: 13.565
- 1990: 14.583
- 1999: 16.656
- 2006: 17.710
- 2011: 19.095

ab 1962 nur Einwohner mit Erstwohnsitz

## Verkehr
Le Plessis-Trévise wird von den Linien RER A und RER E bedient.

## Persönlichkeiten
- Pierre Repp (1909–1986), Schauspieler
- Catherine Boursier (* 1953), Politikerin (PS)
- Robert Bobin (1920–1994), Leichtathlet (Dreisprung) und Funktionär

## Städtepartnerschaften
- Burladingen, Baden-Württemberg, Deutschland, seit 1988
- Ourém, Portugal, seit 1992
- Wągrowiec, Woiwodschaft Großpolen, Polen, seit 2006